# Apigenină
Apigenina (4′,5,7-trihidroxiflavona) este o flavonă naturală care se găsește în multe plante, fiind un aglicon pentru multe glicozide. Este un compus solid, galben, cristalin.

## Glicozide
- Apiină (apigenin 7-O-apioglucozidă), izolată din pătrunjel[3] și țelină
- Apigetrină (apigenin 7-glucozidă)
- Vitexină (apigenin 8-C-glucozidă)
- Izovitexină (apigenin 6-C-glucozidă)
- Roifolină (apigenin 7-O-neohesperidozidă)